# Gumara
Gumara  je rijeka u središnjoj Etiopiji, pritok jezera Tana.

## Osobine
Vrući izvori na obalama rijeke kod mjesta Vanzagaj bili su popularne ljekovite tople kupke još krajem 18. i početkom 19. stoljeća, zabilježio je misionar Henry Stern.
Rijeka je važno mrjestilište izvornih vrsta riba: barbusa, tilapije i soma.